# ベーマ
ベーマ（伊: Bema）は、イタリア共和国ロンバルディア州ソンドリオ県にある、人口約100人の基礎自治体（コムーネ）。

## 地理

### 位置・広がり
ソンドリオ県南西部に位置する。モルベーニョから南へ3km、県都ソンドリオから西南西へ25km、州都ミラノから北北東へ77kmの距離にある。

#### 隣接コムーネ
隣接するコムーネは以下の通り。BGはベルガモ県所属を示す。
- アルバレード・ペル・サン・マルコ
- アヴェラーラ (BG)
- コージオ・ヴァルテッリーノ
- ジェローラ・アルタ
- モルベーニョ
- ペデジーナ
- ラズーラ

### 地震分類
イタリアの地震リスク階級 (it) では、3 に分類される
。

## 行政

### 山岳部共同体
広域行政組織である山岳部共同体「ヴァルテッリーナ・ディ・モルベーニョ山岳部共同体」 (it:Comunità montana della Valtellina di Morbegno) （事務所所在地: モルベーニョ）を構成するコムーネの一つである。